# 氷の国のアマリリス
『氷の国のアマリリス』（こおりのくにのあまりりす）は、松山剛による日本のライトノベル。イラストはパセリが担当。電撃文庫（アスキー・メディアワークス）より2013年4月に刊行された。第3回ラノベ好き書店員大賞にて5位を獲得している。

## あらすじ
100年も前に訪れた氷河期のため人類はコールドスリープに付いた。それを管理するために残されたロボットたちが村を形成し暮らしている。

## 登場人物
アマリリス・アルストロメリア
ロボットたちの村の副村長を務める少女ロボット。村の評議会の一員。元保育士ロボットだったこともあり面倒見がよく、生真面目な性格。
アイスバーン・トリルキルティス
村の評議会の一員。ロボットのくせに女性を口説く悪癖がある。アマリリスとよくコンビを組んでいる。
ビスカリア・アカンサス
村の評議会の一員。村一番の整備士ロボット。村民たちのメンテナンス・修理を一手に引き受ける。
ゲッツ
村の評議会の一員。元役者ロボット。『鉄腕』の異名をもつ。
カモミール
《村》の長を務めるロボット。村の評議会の一員。常に生首の状態だが、それはボディ分の電力を節電するためらしい。
カトレア

ギャーピー

デイジー

ガーベラ・ホワイト

## 用語
白雪姫（ホワイトスノウ）
冷凍睡眠施設。氷河期が訪れコールドスリープについた人類が保管されている、地下にある施設。
ロボットたちがその地下空洞内に管理のために配備されている。
金属凍傷（スチルド）
ロボットのパーツが、経年劣化に加えて超低温下にさらされ続けることでボロボロに破損してしまう急性金属疲労現象。
ロボットたちの大きな問題である。
水晶株（クリスタル・プラント）
火力や原子力の代替になりえるとされた未来エネルギー。植物のように株分けできるため無尽蔵に増やせて、その上大気汚染や放射線を出さない画期的なエネルギーとして利用され続けていたが、氷河期の一因となった。
精神回路（マインド・サーキット）
人間で言えば脳にあたるロボットたちの精神を司る回路。
評議会（カウンシル）
村の意思決定機関。アマリリス含め5体のロボットで構成されている。

## 既刊一覧
- 松山剛（著）・パセリ（イラスト） 『氷の国のアマリリス』、アスキー・メディアワークス〈電撃文庫〉、2013年4月10日発売[2]、ISBN 978-4-04-891578-6